# Контактная импровизация

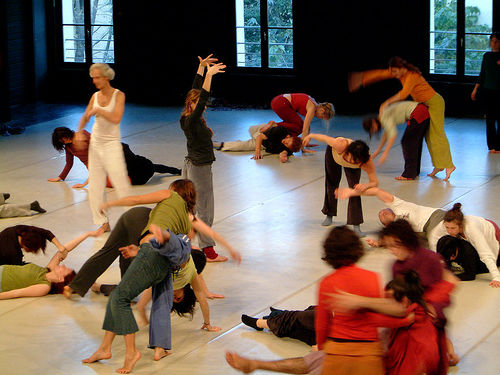
Джем (контактная импровизация), декабрь 2004, Монпелье

Конта́ктная импровиза́ция — танец, в котором импровизация строится вокруг точки контакта с партнёром. Контактная импровизация является одной из форм свободного танца.

## История
Контактная импровизация была разработана Стивом Пэкстоном в результате исследования танцевальной импровизации. В 1972 году состоялся первый перформанс контактной импровизации Magnesium, проведённый студентами Оберлинского колледжа. Вскоре после этого Пакстон провёл перформанс в Нью-Йорке.
Большое влияние на развитие контактной импровизации также оказала Нэнси Старк Смит, танцовщица и гимнастка. 
Контактную импровизацию танцуют как отдельную форму танца, отличную от ранних экспериментов Пакстона. Танец контактной импровизации продолжает развиваться благодаря практикующим контактную импровизацию во всём мире.

## Теория и практика
Контактную импровизацию танцуют в форме перформанса или в форме социального танца. Часто последнее происходит в форме «джемов» (англ. jam), где люди могут как принимать участие в танце, так и выступать в качестве зрителей, и менять роли в любой момент.
Старейший еженедельный джем проходит в Торонто, на 2009 год он длится уже 32 года.
Контактная импровизация чаще всего практикуется в форме дуэта, хотя может происходить и с одновременным контактом нескольких человек, или в форме соло (используя пол, стены, стулья). 
В преподавании контактной импровизации используются также смежные техники, такие как: метод Фельденкрайза, центрирование тела и разума, йога.
В России состоялось пять «Международных фестивалей контактной импровизации и перформанса».